# Gehyra marginata
Espèce
Synonymes
- Gehyra fischeri Strauch, 1887

Gehyra marginata est une espèce de geckos de la famille des Gekkonidae.

## Répartition
Cette espèce est endémique des Moluques en Indonésie.
Sa présence en Nouvelle-Guinée occidentale est incertaine.

## Description
C'est un gecko nocturne est plutôt sombre, avec de très grosses pattes arrière.

## Publication originale
- Boulenger, 1887 : Catalogue of the Lizards in the British Museum (Nat. Hist.) III. Lacertidae, Gerrhosauridae, Scincidae, Anelytropsidae, Dibamidae, Chamaeleontidae. London, p. 1-575 (texte intégral).